# Église Santa Maria dello Spasimo
L'église Santa Maria dello Spasimo (Sainte-Marie-des-Douleurs) est une ancienne église de Palerme, située dans le quartier de la Kalsa.

## Historique
L'église est construite pour le monastère des Pères olivétains dans un style gothique espagnol. Les religieux commandent à Raphaël le tableau Le Portement de Croix.
L'église n'est jamais achevée à cause de l'édification du bastion dello Spasimo par le vice-roi espagnol  Ferdinand Gonzague. 
Utilisée comme théâtre dès le XVIe siècle, l'église devient un lazaret durant les épidémies de peste du XVIIe siècle, est considérée comme détruite au siècle suivant et sert de grenier, d'auberge pour les indigents, d'hôpital au XIXe siècle pour la syphilis puis pour des maladies chroniques. Elle est abandonnée et devient une décharge après la Seconde Guerre mondiale.
Dans l'élan créé par l'élection de Leoluca Orlando à la mairie de Palerme, elle est réhabilitée à partir de 1995 par une coopérative d’anciens détenus pour abriter des spectacles.